# Compsenia plumbea
Compsenia plumbea är en fjärilsart som beskrevs av William Schaus 1913. Compsenia plumbea ingår i släktet Compsenia och familjen nattflyn. Inga underarter finns listade i Catalogue of Life.